# 曲木史哈
曲木史哈（1960年1月—），彝族，四川越西人。1976年12月参加工作，1985年5月加入中国共产党。西南民族学院（今西南民族大学）政治系毕业，中共中央党校经济管理专业在职研究生学历。中华人民共和国政治人物。中共第十九届中央候补委员。曾任中共四川省委常委、省直机关工委书记、四川省政协副主席。

## 简历
历任中共喜德县委副书记、县长，凉山州副州长、州委常委、州委副书记、代州长、州长等职。2004年12月，任四川省发展和改革委员会副主任、党组成员（正厅级）。2009年12月，任四川省发展和改革委员会副主任、党组副书记（正厅级）。2011年9月29日，任四川省人民政府副省长。2016年5月，升任中共四川省委常委。2016年6月，辞去四川省人民政府副省长职务，出任省委农工委主任。2017年10月，中国共产党第十九次全国代表大会上当选中国共产党第十九届中央委员会候补委员。2018年10月，不再担任省委农工委主任。2018年11月，兼任省直机关工委书记。2021年2月，当选为四川省政协副主席，卸任省委常委。2023年1月14日，卸任四川省政协副主席职务。